# Karl-Heinz Kogel
Karl-Heinz Kogel (* 8. Januar 1956 in Aachen) ist ein deutscher Biologe und Professor für Pflanzenbiotechnologie und Pflanzenschutz an der Justus-Liebig-Universität Gießen.

## Biografie
Kogel studierte von 1975 bis 1981 Biologie und Sozialwissenschaften an der RWTH Aachen. 1983 forschte er am Weizmann-Institut für Wissenschaften in Rechovot Israel. 1986 wurde er an der RWTH Aachen mit einem PhD in Biologie promoviert. Bis 1988 war er als Postdoc am Max-Planck-Institut für Pflanzenzüchtungsforschung in Köln tätig. Nach einer mehrjährigen Tätigkeit im Biopatentwesen übernahm er als Laborleiter eine Arbeitsgruppe im Bereich der Getreidekrankheiten an der RWTH Aachen. 1996 habilitierte er sich dort in Pflanzenphysiologie. Im selben Jahr nahm er einen Ruf der JLU Gießen auf eine Professur für Pflanzenschutz und Pflanzenkrankheiten an. Von 2000 bis 2006 war Kogel Mitglied einer Senatskommission der Deutschen Forschungsgemeinschaft (DFG). Er war Koordinator für mehrere DFG-geförderte Forschungsgruppen im Bereich der Biotechnologie und Gentechnik mit einem Schwerpunkt auf Getreide. Seit 2014 ist er zudem Leiter des TransMIT-Zentrums für innovativen Pflanzenschutz.

## Forschungsschwerpunkte
Kogels Schwerpunkte sind Arbeiten zu pilzlichen Endophyten und deren Symbiosen mit Getreiden sowie deren Einsatz in der Landwirtschaft zur Bekämpfung von Pflanzenkrankheiten. Seit dem Jahr 2013 erforscht Kogel die Rolle von unterschiedlichen RNA-Molekülen, wie doppelsträngiger RNA (dsRNA) und kleiner nicht-kodierender RNA (siRNA; miRNA) in der Entwicklung von Getreidekrankheiten sowie in der Bekämpfung dieser Krankheiten. Zudem beschäftigte sich Kogel in der Biosicherheitsforschung mit der Auswirkung von transgenem Getreide auf die Umwelt (Grüne Gentechnik). Er ist ein Vorkämpfer für eine nachhaltige Pflanzenproduktion durch die Anwendung der Grünen Gentechnik und des Genome Editings (CRISPR/Cas-Methode) als eine Möglichkeit zur Verringerung des Einsatzes von Pestiziden.

## Ehrungen und Auszeichnungen
- 2016 Wissenschaftspreis der Deutschen Phytomedizinischen Gesellschaft[15]
- 2014 M.J. Narasimhan Medal Award of the Indian Phytopathology Society for best research papers published during 2014
- seit 2010 Mitglied der Ungarischen Akademie der Wissenschaften, Budapest
- 1984 W. Borchers-Plakette der RWTH Aachen
- 1981 Promotionsstipendium des Cusanuswerks, Bonn
- 1981 Auszeichnung mit der Springorum-Denkmünze der RWTH Aachen

## Publikationen
- Karl-Heinz Kogel: ResearchGate
- Karl-Heinz Kogel: Google Scholar Citations